# Dienstwoningen De Nieuwe Ooster
De Dienstwoningen De Nieuwe Ooster is een bouwwerk in Amsterdam-Oost. Het is sinds 31 oktober 2003 een rijksmonument.
Het gebouw bood onderdak aan de doodgravers van de in 1894 geopende begraafplaats De Nieuwe Ooster/Nieuwe Oosterbegraafplaats. Het bouwwerk bestaat uit drie geschakelde woningen direct bij de hoofdingang van de begraafplaats. De gebouwen op het terrein werden ontworpen door Adriaan Willem Weissman van de Dienst der Publieke Werken. Hij was ook verantwoordelijk voor de toegangspoort. Er zijn daarom gemeenschappelijke versieringen te zien. Het gebouw is opgetrokken in een eclectische stijl met invloeden uit de neorenaissancestijl. Het grondplan is uitgevoerd in de weinig voorkomende W-vorm, waarbij de twee vleugels symmetrisch zijn gebouwd, terwijl het middenstuk juist niet symmetrisch van opzet is. De gebouwen bestaan uit slechts een bouwlaag met daarbovenop de onder de met leien bedekte zadel- en puntdaken gesitueerde zolder. In de twee vleugels zijn de toegangen geplaatst in een half uitwendig trappenhuis. Een derde ingang bevindt in de voorgevel van het gebouw (niet in het midden geplaatst). De drie ingangen kregen een hardstenen opstap mee en zijn geplaatst onder een lessenaarsdak. Er werd gebruik gemaakt van rood verblendsteen met banden van hardsteen. Verder zijn er schuifvensters te vinden met bovenramen bestaande uit acht ruitjes; er is siermetselwerk in nissen (geglazuurde tegels met bloemmotieven). De punten in de puntgevels zijn opgevuld met hardstenen driehoeken en ook weer opgesierd in bloemmotieven. Die bloemmotieven in de punten komen overeen met de bovenstukken in de toegangspoort.
Het geheel werd tot rijksmonument verklaard vanwege de cultuur- en architectuurhistorische waarde alsmede de typologische waarde. Er staat trouwens nog een woning op het terrein; de directeurswoning
De gebouwen dragen huisnummers Kruislaan 130, 132 en 134.

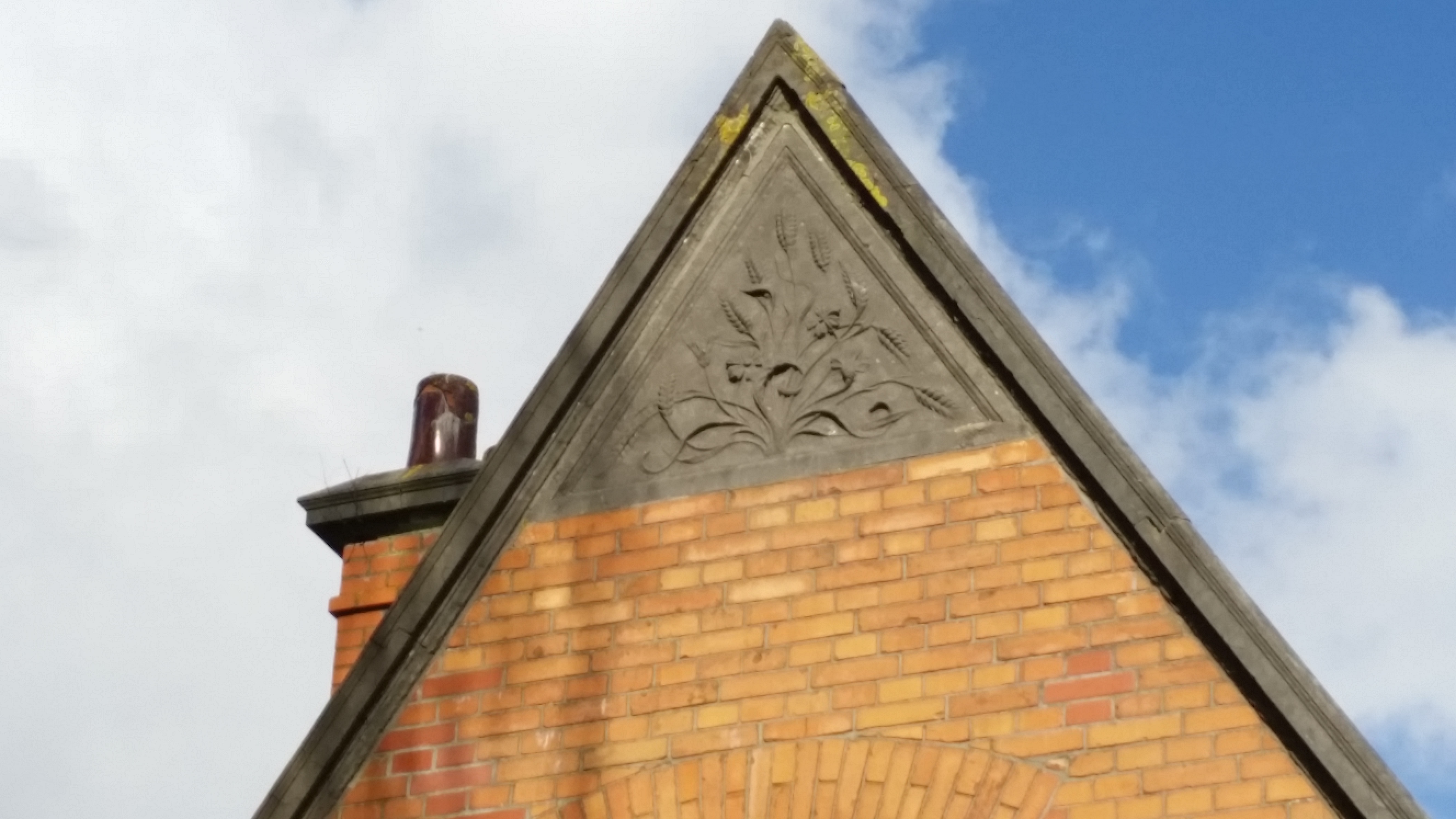
Bloemmotieven bij de nok (maart 2020)